# Maraş dondurması
Maraş dondurması es una variedad de helado, hecho con una técnica tradicional especial, originado de Turquía.

## Nombre
Dondurma significa helado en idioma turco. Maraş es el nombre antiguo de la ciudad y provincia de Kahramanmaraş. Maraş dondurması significa "helado de Maraş", debido al hecho que origina de esta parte del país. También se le conoce como Dövme dondurma o Maraş dövme dondurma(sı). Dövme viene del verbo dövmek (pegar) y significa "pegado" ya que tradicionalmente este helado se prepara pegando la leche y los otros ingredientes con un palo de madera o metal.

## Ingredientes
El helado de Maraş solamente se hace con leche de cabra de cierta procedencia regional. Incluye otros ingredientes como, el azúcar, sahlep, y en ocasiones el mástique, conocido en la cocina turca como "sakız". Resulta bastante viscoso y no se puede servir con sacabolas de helado.

## Historia
Originalmente, solo había helados de masilla en Turquía y su receta se mantuvo en secreto durante 300 años por el período del Imperio Otomano, pero a mediados del siglo XIX un comerciante de Siria vino a Estambul y trajo la receta secreta a Damasco, donde desarrolló una versión local del helado turco llamado booza. La versión siria era más ligera y más esponjosa que la versión turca. Después apareció el helado persa llamado "Bastani Sonnati", que incluía huevos y se hizo a finales del siglo XIX para el rey persa, así como para acompañar los postres persas.

## En la cultura
La reconocida gastrónoma Holly Chase califica al helado de Maraş como "uno de los placeres sensuales de la gastronomía de Turquía". La guía de Turquía de "Lonely Planet" califica el dövme dondurma como "demencialmente rico".
El dövme dondurma es tan pegajoso y elástico a la vez que resiste todas las formas dadas por los maestros del helado de Maraş, que se han dispersado por diversos lugares del país. Especialmente es una atracción turística observar un maestro-vendedor ofrecer su producto a los transeúntes con varios trucos y juegos entretenidos, aprovechando las características de este helado especial y el palo de metal que utiliza para rellenarlo en los conos de servir. (Ver enlace exterior "Juego interactivo".)
En algunos lugares en Turquía es costumbre tratar el helado como un Shawarma y cortarlo con un cuchillo de carnicero.

## Industrialización y comercialización
Existe una compañía de alimentos de Turquía, "MADO" (nombre formado con las primeras dos letras respectivas de Maraş y dondurma) que aparte de fabricar de este helado con técnicas modernas, tiene una crianza de cabras para la producción de leche de cabra y otros productos lácteos o locales.